# Kelet-nigériai csimpánz
A kelet-nigériai csimpánz (Pan troglodytes vellerosus) a közönséges csimpánz egyik alfaja. Esőerdőben élnek a nigériai-kameruni határ mentén. A hímek súlya 70 kg, a testhosszuk legfeljebb 1,2 méter, a magasságuk 1,6 m. A nőstények lényegesen kisebbek.
A kelet-nigériai csimpánz a legveszélyeztetettebb és a legkevésbé elterjedt a csimpánzalfajok közül. Ha nem áll be drámai változás az emberi tevékenységben, fennáll a veszélye, hogy az elkövetkező évtizedekben kipusztul. Egy 2008. júniusi jelentés szerint a Edumanom Forest Reserve rezervátum az utolsó ismert élőhelye a csimpánzoknak a Niger-deltában.

## Fordítás
- Ez a szócikk részben vagy egészben  a   Nigeria-Cameroon chimpanzee című angol Wikipédia-szócikk ezen változatának fordításán alapul.  Az eredeti cikk szerkesztőit annak laptörténete sorolja fel. Ez a jelzés csupán a megfogalmazás eredetét és a szerzői jogokat jelzi, nem szolgál a cikkben szereplő információk forrásmegjelöléseként.